# Fria Byggakademien
Fria Byggakademien - l’Académie de Bâtiment Libre, är en svensk ideell organisation med syfte att öka kunnandet inom byggindustrins företagsledande genom att erbjuda en kostnadsfri fortbildning i företagsledning för i huvudsak unga samhällsbyggare i karriären. 
Fria Byggakademien bildades år 1965 av fyra civilingenjörer, väg- och vattenbyggare, Boris Blomgren, verkställande direktör för JM Byggnads och Fastighets AB, Kurt Månsson, verkställande direktör för Ohlsson & Skarne, Arne Johnson, professor och verkställande direktör för Arne Johnson Ingenjörsbyrå AB samt Bengt Olson, verkställande direktör för Kjessler & Mannerstråle AB. 
Fria Byggakademien har, sedan den stiftades, anordnat utbildning vartannat år i form av en föreläsningsserie om 40 föreläsningar, förlagda till kvällar
Alltsedan start 1965 fram till och med 2016 har tjugofem föreläsningsserier genomförts och nästan 1 100 elever, främst unga väg- och vattenbyggare/samhällsbyggare, civilingenjörer, genomgått utbildningen. 
Akademiens hederselev är, sedan 1987, Hans Majestät Konungen, Carl XVI Gustaf. Hedersledamöter är Mats Svegfors, Chris Heister och Bert Lilja.  